# Championnat d'Algérie de basket-ball 1996-1997
Navigation
Saison précédente Saison suivante
La saison 1996-1997 du Championnat d'Algérie de basket-ball est la 35e édition de la compétition.

## Clubs participants

### Participants 1996-1997
10 équipes
- CRM Birkhadem
- DRB Staoueli
- OC Alger
- IRM Bel-Abbès
- SR Annaba
- MC Alger
- NA Hussein Dey
- USM Alger
- USM Blida
- WA Boufarik

## Compétition
La compétition se déroule en deux phases :
- une première phase avec 18 rencontres (9 allers et 9 retours)
- une seconde phase sous forme de play-offs à élimination directe, en partant des 1/8e de finale

Le barème de points servant à établir le classement de la première phase se décompose ainsi :
- Victoire : 2 points
- Défaite : 1 point
- Forfait et match perdu par pénalité : 0 point

## Classement de la saison régulière

### Niveau A
| Rang | Équipe             | Pts | J  | G  | P  | Pp | Pc | Diff |
| ---- | ------------------ | --- | -- | -- | -- | -- | -- | ---- |
| 1    | IRB/ECT Alger T'C' | 31  | 16 | 15 | 1  | 0  | 0  |      |
| 2    | WA Boufarik        | 28  | 16 | 12 | 4  | 0  | 0  |      |
| 3    | DRB Staoueli       | 27  | 16 | 11 | 5  | 0  | 0  |      |
| 4    | SR Annaba          | 26  | 16 | 10 | 6  | 0  | 0  |      |
| 5    | MC Alger           | 25  | 16 | 9  | 7  | 0  | 0  |      |
| 6    | USM Alger          | 23  | 16 | 7  | 9  | 0  | 0  |      |
| 7    | NA Hussein Dey     | 23  | 16 | 7  | 9  | 0  | 0  |      |
| 8    | IRM Bel-Abbès      | 21  | 16 | 5  | 11 | 0  | 0  |      |
| 9    | CRM Birkhadem      | 18  | 16 | 2  | 14 | 0  | 0  |      |
| 10   | USM Blida          | 17  | 16 | 1  | 15 | 0  | 0  |      |

| Légende :                                     |
| - Qualification pour les play-offs            |
| - Qualification pour les super play-out       |
| T : Tenant du titre                           |
| P : Promu de Nationale B 1995-1996            |
| C : Vainqueur de la Coupe d'Algérie 1996-1997 |
| 0                                             |

## Matches de la saison régulière

### Niveau A
| Résultats (dom.\ext.)                                              | CRMB  | IRMBA | USMB  | DRBS  | OCA    | SRA     | MCA    | NAHD  | USMA  | WAB   |
| CRM Birkhadem                                                      |       | -     | 70-69 | -     | 73-98  | -       | 62-83  | 76-55 | 80-95 | -     |
| IRM Bel-Abbès                                                      | -     |       | -     | -     | 69-114 | -       | 86-96  | -     | 90-84 | 50-75 |
| USM Blida                                                          | -     | -     |       | -     | -      | 72-78   | 58-102 | 56-70 | -     | 49-65 |
| DRB Staoueli                                                       | -     | 87-70 | -     |       | 71-75  | 84-69   | 83-58  | -     | 72-74 | 66-57 |
| ECT Alger                                                          | -     | 90-59 | -     | 81-69 |        | 83-77   | -      | 91-60 | -     | 82-63 |
| SR Annaba                                                          | -     | -     | -     | 82-68 | 76-61  |         | -      | 71-59 | -     | 70-65 |
| MC Alger                                                           | -     | 76-79 | 88-69 | -     | -      | 119-104 |        | -     | 99-85 | -     |
| NA Hussein Dey                                                     | 61-50 | -     | 63-64 | -     | 59-74  | -       | -      |       | 61-54 | -     |
| USM Alger                                                          | 88-76 | -     | -     | 82-86 | -      | -       | -      | 54-61 |       | 61-74 |
| WA Boufarik                                                        | -     | -     | 99-56 | -     | -      | 67-81   | -      | 70-62 | 85-83 |       |
| - Victoire à domicile - Victoire à l'extérieur - Match non disputé |       |       |       |       |        |         |        |       |       |       |

### Niveau B
- resultats de la 16ejournée ; joué le jeudi 20 février 1997
- 2e journée niveau A : jeudi  10  octobre 1996[2].
- 15e journée : jeudi 13 février 1997 niveau A : niveau B: 
  - 1er -jrb asnam ..2e - crb dar beida[3].
  - 8e journée : match retard : lundi 2 décembre 1996 à Sidi Bel-Abbés : irmba /waboufaik (50-75)[4].
  - 18e et dernière journée de la 1re phase ; jeudi 27 février 1997 ; Niveau A[5].
  - 9e et dernière journée de la phase aller 1996/1997 ; Niveau A : jeudi 5 décembre 1996[6]

## Play-off

### Play-off 1/4 de finale
- Groupe A joué à Boumerdés, le mercredi 30 avril 1997, le jeudi 1er mai et vendredi 2 mai 1997.
- 1re journée : mardi 29 avril 1997 (salle oms de Boumerdés) 
  - DRB Staouéli / USM Alger (../..) ; nb; victoire du DRB Staoueli
  - CRB Dar Beida / ECT Alger (91/81)
- 2e journée : mercredi 30 avril 1997 (salle oms de Boumerdes)
  - a 14 h 30 DRB Staoueli /crb db (77/72)
  - a 16 h 00 ECT Alger / USM Alger (82/67)
- 3e journée : jeudi 1er mai 1997 (salle oms de Boumerdes) 
  - a 16 h 00 CRB Dar Beida / USM Alger (75/68)
  - a 14 h 30 ECT Alger / DRB Staoueli (112/109)
- classement du groupe A  ; 1er CRB Dar Beida (2 victoires et 1 défaite)..2e - DRB Staoueli .(2 victoires et 1 défaite).....3e - ECT Alger (2 victoires et 1 défaite) ...** (nb; éliminé au goal average de points)....4e - USM Alger (3 défaites).

- Groupe B joué à la salle OMS de Staouéli
- 1re journée jouée le mercredi 30 avril 1997
  - a 14 h 30 WA Boufarik / MC Alger (../..)
  - à 16 h 00; SR Annaba / NA Hussein Dey (../..)
- 2e journée  joué le ; jeudi 1er mai 1997
  - à 14 h 30 NA Hussein Dey / WA Boufarik (../...)
  - à 16 h 00; MC Alger / SR Annaba (62/65)
- 3e journée ; ; vendredi 2 mai 1997 à 9h 30; WA Boufarik / SR Annaba (../...) **à 11h 00; NA Hussein Dey / MC Alger (.../...).
  -     - source ; el moudjahid du mercredi 30 avril 1997, page 12. (programmes des play-off ; quarts de finale du championnat national d'Algérie de basket-ball ; 1996/1997) et le Matin numéro 1594 du mercredi 30 avril 1997, page 21.

Classement du groupe B : 
- 1er - SR Annaba (3 victoires)
- 2e - WA Boufarik (2 victoires)
- 3e - NA Hussein Dey
- 4e - MC Alger

NB : le NAHD a été repêché après la disqualification du SR Annaba à la suite des réserves formulées à l'encontre des deux joueurs sénégalais (Fall et Sow) alignés en même temps.

### Demi- Finales
- jeudi 15 mai 1997 : aller
- à harcha (15h00) : CRB Dar-Beida bat NA Hussein-Dey (67 à 69)
- à Boufarik (16h00) : WABoufarik bat DRBStaouéli (71 à 64)
- lundi 19 mai 1997 : retour
- DRBStaouéli bat WABoufarik (63 à 60)
- NAHussein-Dey battu CRB Dar Beida ( .. à .. )
- Matchs D'appuis : match d'appui
- Vendredi 23 mai 1997 à Staouéli : (16h00) : CRB Dar Beida bat NAHussein-Dey (65 à 67) sur le Matin no 1611.
- jeudi 12 juin 1997 à Boufarik : (15h30) : WABoufarik bat DRBStaouéli (76 à 74), mi-temps (37 à 28)
- Source :
- Le quotidien algérien Liberté no 1434 du samedi 14 juin 1997 page 18.
- Le Matin no 1611 du dimanche 25 mai 1997 page 21.

### Finale
- 1- Aller : -
- lundi 30 juin 1997 à la salle Harcha Hacène, Alger : -
- NA Hussein-Dey bat WABoufarik (55 à 51) , mi-temps (24 à 30)
- Source : -
- le résultat de la première manche du play-off; Finale, parut sur le quotidien arabophone ; El Khabar no 2006 du mercredi 2 juillet 1997 page 16.
- 2- Retour : -
- Dimanche 6 juillet 1997 à la salle Moussa Chéraf, Boufarik : -
- WABoufarik bat NA Hussein-Dey (70 à 63) Après prolongations (TR : 57-57), mi-temps (24 à 28).
- Source : -
- le résultat de la 2e manche du play-off ; Finale, parut sur le quotidien francophone Le Matin no 1648 du lundi 7 juillet 1997 page 23.
- 3- la Belle : -
- Match d'appui : -
- Mercredi 9 juillet 1997 à la salle Harcha Hacène, Alger : -
- WABoufarik bat NA Hussein-Dey ( .. à .. )
- Source : -
- le résultat de la rencontre décisive pour désigner le champion d’Algérie de basketball séniors hommes parut sur le Matin du jeudi 10 juillet 1997 page 23.